# Struthanthus retusus
Struthanthus retusus är en tvåhjärtbladig växtart som först beskrevs av Chamisso & Schlechtendal, och fick sitt nu gällande namn av Carl Ludwig von Blume och Roemer & Schultes. Struthanthus retusus ingår i släktet Struthanthus och familjen Loranthaceae. Inga underarter finns listade i Catalogue of Life.